# Zwickauer Land (district)
Districtul Zwickauer Land a fost un Kreis în landul Saxonia, Germania. Pe 1 august 2008 districtul a fost desființat.